# Grase romanesti
Grase romanesti es una variedad cultivar de ciruelo (Prunus domestica), de las denominadas ciruelas europeas.
Una variedad de ciruela que se encuentra en Rumanía desde tiempos antiguos, de origen desconocido, que se considera un híbrido natural.
Las frutas tienen una talla de tamaño mediano de forma ovoidea alargada, ligeramente asimétrica, con peso promedio de 33 g;epidermis tiene una piel fina, cenicienta, de color rojo vino oscuro, aromática recubierta de abundante pruina azulada, y una pulpa color verde amarillento, textura dura, crujiente, jugosa, dulce, y de sabor armoniosamente ácida, muy aromática, de un gusto excelente.Tolera las zonas de rusticidad según el departamento USDA, de nivel 5 a 9.

## Sinonimia
- "Gras Romanesc",
- "Herrenhausen".

## Historia
En Rumanía, la industria de la ciruela sigue siendo vital desde hace cientos de años, siendo la principal especie frutal que cubre una superficie de 75.292 ha (37,65% de la superficie total de fruta del país), ocupando el tercer lugar en el mundo después de China y Serbia. La producción de ciruelas de Rumanía en 2008 fue de 475.290 toneladas, el 18,44% de la producción europea y respectivamente el 4,6% de la mundial. Siempre han predominado las variedades locales, preferentemente para la industria del brandy de ciruela, pero al mismo tiempo se cultivaron valiosas variedades de ciruela ('Tuleu gras', 'Grase romanesti', 'Vinete romanesti') para uso mixto también como ciruela en fresco para postre en mesa.
'Grase romanesti' variedad de ciruela que se encuentra en Rumanía desde tiempos antiguos, de origen desconocido, que se considera un híbrido natural.

## Características
'Grase romanesti' árbol de porte semi erecto de crecimiento moderado con fertilidad temprana, alta y regular. Sus flores son de tamaño mediano.Crece mejor en un lugar cálido y soleado, idealmente protegido del viento, sus exigencias al suelo del jardín son modestas: debe ser rico en nutrientes, húmico y húmedo y no propenso a encharcarse. Flor blanca, auto polinizable, produce abundantemente, pero tiende a la alternancia, tiene un tiempo de floración que comienza a partir del 15 de abril con el 10% de floración, para el 19 de abril tiene una floración completa (80%), y para el 1 de mayo tiene un 90% de caída de pétalos.
'Grase romanesti' tiene una talla de tamaño mediano, forma ovoide alargada, redondeada en los extremos, ligeramente asimétrica, con peso promedio de 33 g;epidermis tiene una piel fina, cenicienta, de color rojo vino, aromática recubierta de abundante pruina, fina, azulada; sutura con línea visible, de color algo más oscuro que el fruto. Situada en una depresión muy suave, algo más acentuada junto a cavidad peduncular; pedúnculo de longitud mediano, fuerte, leñoso, con escudete muy marcado, muy pubescente, con la cavidad del pedúnculo estrecha, poco profunda, rebajada en la sutura y más levemente en el lado opuesto; pulpa de color verde amarillento, textura dura, crujiente, jugosa, dulce, y de sabor armoniosamente ácida, muy aromática, aumenta el ºBrix mediante el almacenamiento.
Hueso adherente, grande, tiene una forma ampliamente elíptica desde una vista lateral, elíptica desde el frente, a veces, la pulpa puede pegarse parcialmente a sus costados.
Su tiempo de recogida de cosecha temprano, que se inicia de finales de agosto a principios de septiembre. Mantiene la fruta de 14 a 20 días en las condiciones óptimas de almacenamiento.

## Usos
Hay que prestar atención a su polinización cruzada, pues aunque es autofértil, los individuos de otra variedad como polinizador mejoran sus cualidades (polinizadores: 'Stanley', 'Anna Späth', 'Vanat de Italia', 'Vanat Rumanian'). Los frutos son atractivos en apariencia, y un sabor excelente.
Se usa comúnmente como postre fresco de mesa buena ciruela de postre de fines de verano, también se puede procesar por ejemplo en mosto de licor, conservas, como pasas secas, o compota, y también es uno de los componentes más utilizados en la elaboración de Magiun de Topoloveni, producto de la gastronomía rumana con DOP.